# Copenhagen Bike Show
Copenhagen Bike Show er en årlig handelsmesse, der siden marts 2015 er blevet afholdt i København. Den har med årene udviklet sig til Skandinaviens største cykelmesse. 

## Historie
Messen blev grundlagt af Christian Ritter, søn af cykelrytter Ole Ritter. Faren har fra starten været bestyrelsesformand for selskabet bag arrangementet. Den første udgave af messen fandt sted fra 13. til 15. marts 2015. Fra 2015 til 2017 blev messen afholdt i Lokomotivværkstedet. Da man ikke fuldt ud kunne udnytte stedets 10.000 m2, flyttede arrangementet fra 2018 til den mindre Øksnehallen. I 2020 og 2021 blev messen aflyst på grund af coronaviruspandemien. I 2022 og 2023 fortsatte man i Øksnehallen, og da denne blev for lille, rykkede Copenhagen Bike Show fra 2024 tilbage til de større rammer i Lokomotivværkstedet. I 2025 havde messen over 11.000 besøgende, hvilket var ny besøgsrekord.

## Aarhus Bike Show, VeloDays og Stockholm
I 2018 og 2019 afholdt arrangørerne også Aarhus Bike Show. Første år i Ridehuset, og den sidste udgave i Centralværkstedet. Fra 2022 har man i efteråret arrangeret den mindre messe VeloDays. De første to år blev der afholdt to messer, i DGI-huset Vejle og Ballerup Super Arena. Fra 2024 blev der kun afholdt én, der fandt sted i Tinghallen i Viborg, inden Velodays i 2025 rykkede til Vejen Idrætscenter.
I april 2024 meddelte Christian Ritter at han ville rykke til Sverige, og i marts 2025 afholde den første udgave af Stockholm Bike Show. Projektet blev senere udskudt til 2026.